# Meczet w Mińsku
Meczet w Mińsku (biał. Мінскі мячэць) – świątynia muzułmańska zbudowana na początku XX wieku przy ul. Wielkiej Tatarskiej, zniszczona w latach 60. XX wieku.

## Historia
Historia budowy pierwszego meczetu w Mińsku sięga 1599 roku. Na początku XX wieku w miejscu dawnego drewnianego budynku wzniesiono murowaną świątynię – wokół niej znajdował się mizar. Miński meczet był pierwszą murowaną świątynią tatarską na terenie b. Wielkiego Księstwa Litewskiego. Jego imamem był wówczas Mustafa Smajkiewicz.
Na początku lat trzydziestych władze radzieckie odebrały meczet wiernym, zamieniając go w magazyn żywności. Na ponowne otwarcie świątyni zezwolili Niemcy w 1941 roku, jednak osiem lat później obiekt ponownie zamknięto. Budynek uległ przebudowie – m.in. usunięto minaret i kopułę, ulokowano w nim klub morski jednej z białoruskich organizacji.
W 1962 roku meczet wraz z cmentarzem zniszczono, budując na ich terenie hotel Jubilejny.

## Nowy meczet
W listopadzie 1997 roku, z okazji 600-lecia osadnictwa tatarskiego na ziemi białoruskiej, na skrzyżowaniu ulic Gribojedowa i Tatarskiej, na skraju nowego cmentarza muzułmańskiego, wbudowano kamień węgielny pod budowę kolejnego mińskiego meczetu. Budowa rozpoczęła się w 2004 r., jednak została przerwana z powodów finansowych. Została wznowiona w 2013 r. Fundatorem świątyni jest organizacja dobroczynna z Arabii Saudyjskiej „Rabbita” oraz turecka fundacja wspierająca religię. Pierwsze nabożeństwo odbyło się na początku lipca 2016 r., gdy wierni świętowali koniec Ramadanu. Uroczyste otwarcie nowego meczetu odbyło się 11 listopada 2016 r. z udziałem prezydenta Białorusi Aleksandra Łukaszenki oraz prezydenta Turcji Recepa Tayyipa Erdoğana. Budynek jest rekonstrukcją meczetu zniszczonego w 1962 r., jednak zwiększono jego parametry. Może pomieścić 750 osób, a nawet do 1500. Na parterze budynku zaplanowano umieszczenie muzeum ukazującego historię Muzułmanów w Mińsku i na Białorusi.